# ホンダ・インテグラSJ
インテグラ SJ（インテグラ エスジェイ、INTEGRA SJ）は、本田技研工業がかつて生産、販売していたセダン型の小型乗用車である。通称は「インテSJ」「オルテグラ」

## 概要
ホンダベルノ店向けの車種として、また、インテグラの派生車種として、EK型シビックフェリオをベースに開発され、バルクヘッドから前の部分をオルティアと共有している。マイナーチェンジに際しては、オルティアがフロントマスクを一新したのに対し、リアセクションのみにフェリオと同様の丸みが増したランプを採用した。
エンジンはD15B型のみで、3ステージVTEC仕様（130PS）とハイパー16バルブ仕様（105PS）の2種類が用意された。
トランスミッションはCVT（LXi,VXi）、4速AT（EXi）、5速MTの3種だが、CVTはシビックに搭載された初期型に対して改良がされている。

## 搭載エンジン
ホンダ・D15B型
- エンジン種類:水冷直列4気筒横置き
- 弁機構:SOHCベルト駆動 吸気2 排気2 / SOHCベルト駆動 吸気2 排気2 3Stage VTEC
- 最高出力:105PS/6,400rpm、130PS/7,000rpm（VTEC）
- 最大トルク:13.6kgf·m/4,500rpm、14.2kgf·m/5,300rpm（VTEC）
- 総排気量:1,493cc
- 内径×行程:74.0mm×84.5mm
- 圧縮比:9.4、9.6（VTEC）
- 燃料供給装置形式:電子制御燃料噴射式（ホンダPGM-FI）
- 使用燃料種類:無鉛レギュラーガソリン
- 燃料タンク容量:45L

## 初代 EK3型（1996年-2002年）
1996年2月29日
モデル発表（発売は翌3月1日）。ベース車である2代目シビックフェリオより半年遅れての登場であった。
1997年2月6日
マイナーチェンジ（発売は翌2月7日）。両席SRSエアバッグが全車に標準装備されるなど、装備の充実やオプション価格の変更などが主で、外観上および性能上はほとんど変更がない。
1998年1月29日
マイナーチェンジ。ABSおよび全面UVカットガラスが全車に標準装備された。リアトランク及びリアコンビランプがフェリオ同様のものとされ（ただしウィンカーはクリア）、インパネも2DIN対応のものとされた。
1999年1月21日
内外装の改良。「HONDA LEV」の適用車種が拡大された。
1999年7月30日
LEVの適用タイプが平成12年排出ガス規制に適合されたことに伴い、「LXi」をベースとした特別仕様車「クリーンエディション」が発売された。木目ウッドパネル、ハイグレードCDチェンジャーコントロール機能内蔵カセットオーディオ等が特別装備された。
2001年12月
前年のシビックおよびフェリオのフルモデルチェンジに合わせ、販売低迷による車種整理のために生産終了。以降は在庫対応分のみの販売となる。
2002年1月
在庫対応分がすべて完売し販売終了。これにより､ベルノ店では同年12月にフィットアリアが発売するまで、小型セダンの取り扱いがなくなることになる（フロントを共有するワゴンタイプのオルティアは同年10月まで販売）。
また、2006年2月にホンダ車が全店全車種併売となった際、シビックフェリオ後継車である8代目シビックの取り扱いが開始されたため、4年2か月ぶりにシビック系のセダンがベルノ店で取り扱われることになった。販売期間中の新車登録台数の累計は9960台。

## 車名の由来
「統合する」の意味の英語「Integration」から作られた造語。SJは「Sedan Joyful」の略。

## 取扱販売店
- ホンダベルノ店（現：ホンダカーズ）

## いすゞ・バーテックス
タイでは、いすゞ自動車にバーテックス (Vertex) の名称でOEM供給されていた。

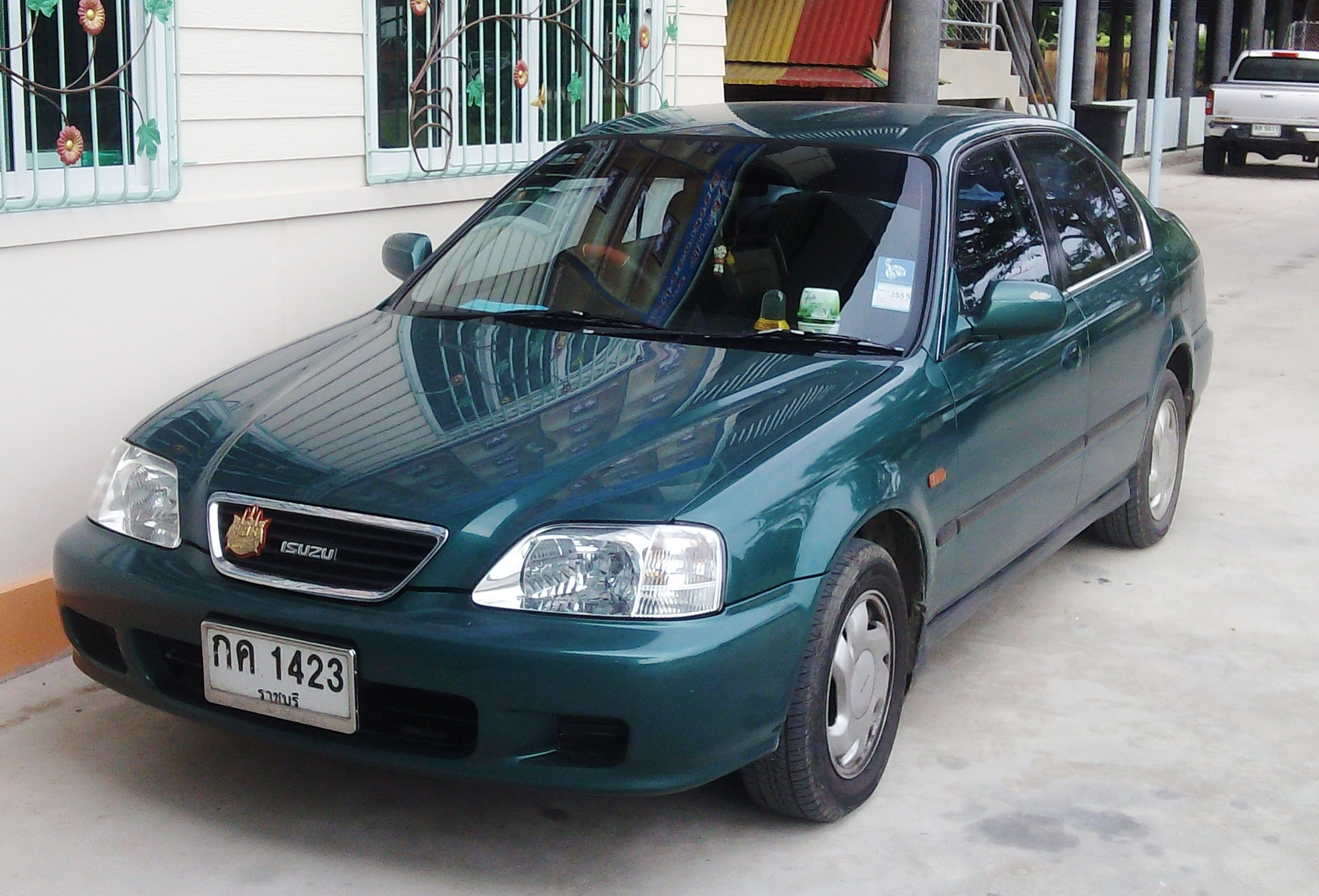
いすゞ・バーテックス（フロント）
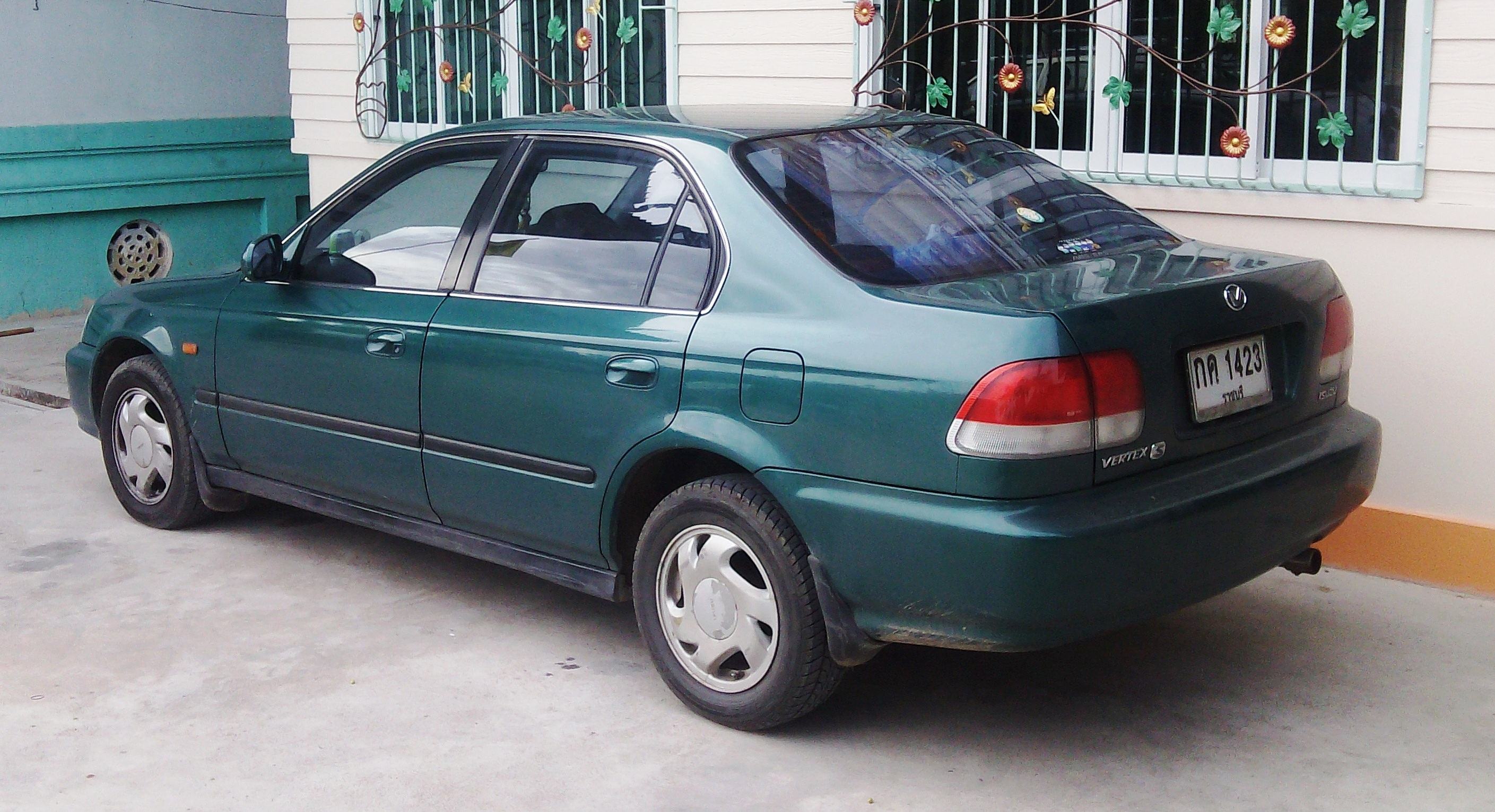
いすゞ・バーテックス（リア）